# Hinterer Grund
Hinterer Grund ist ein Gemeindeteil der sächsischen Stadt Marienberg im Erzgebirgskreis.

## Geografie

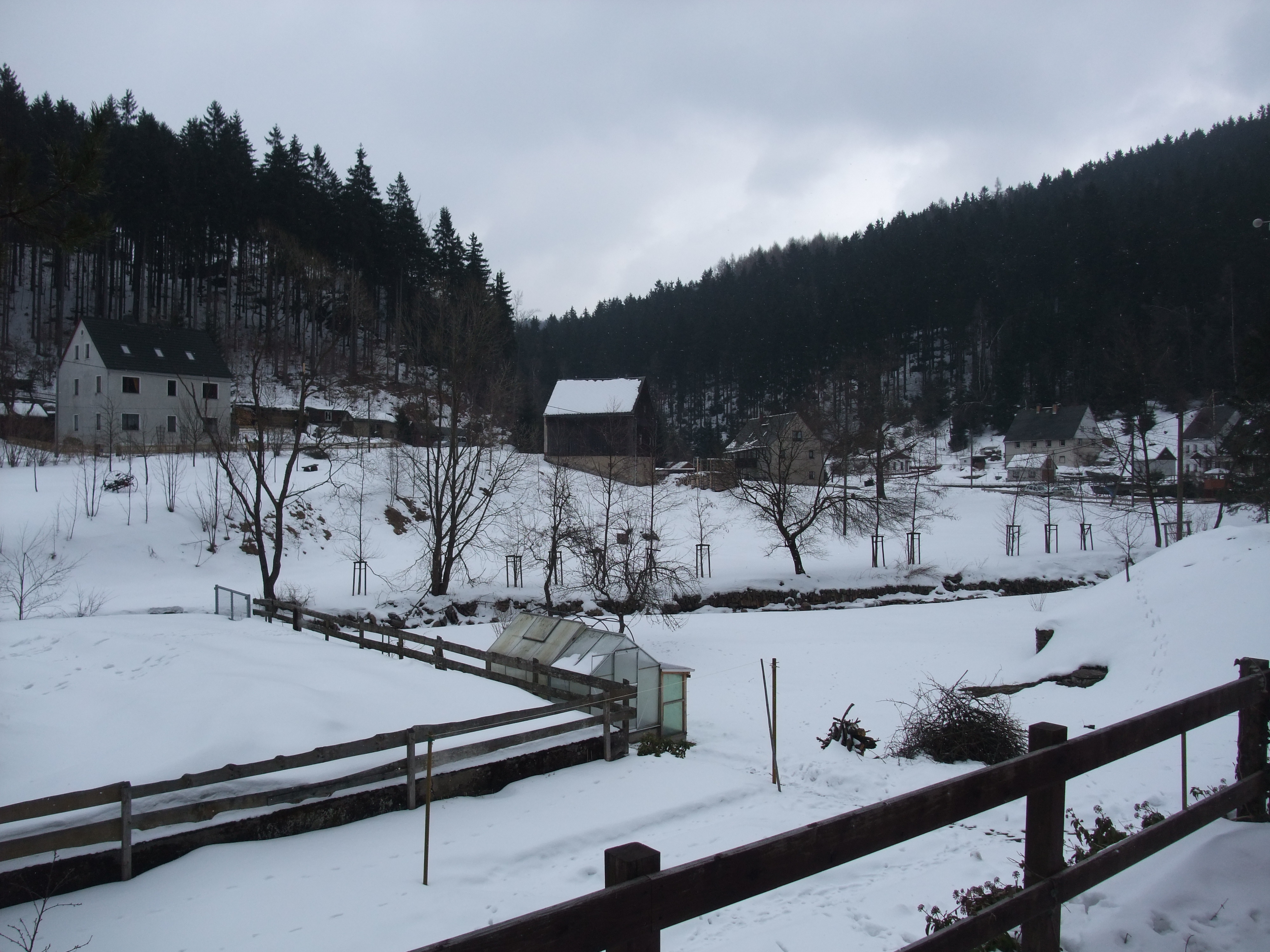
Der Hintere Grund im Tal der Schwarzen Pockau, Blick Richtung Südost

Hinterer Grund liegt etwa 5 Kilometer östlich der Bergstadt Marienberg. Die wenigen Häuser der Ansiedlung liegen im hier tief eingeschnittenen Tal der Schwarzen Pockau. Südlich der Ansiedlung beginnt das 192 Hektar umfassende Naturschutzgebiet „Schwarzwassertal“, über dem sich u. a. der Vogeltoffelfelsen und der Katzenstein erheben.
Nachbarorte von Hinterer Grund sind Zöblitz im Norden, Ansprung im Nordosten und Osten, Pobershau im Westen und Rittersberg im Nordosten. Ein ausgedehntes Waldgebiet riegelt die Siedlung gegenüber den nächstgelegenen Orten im Süden und Südosten ab.

## Geschichte
Historisch interessant sind die Erzgänge und Mundlöcher in den Hängen südlich der Ansiedlung. Sie sind Zeugen einer bis in das 19. Jahrhundert vorherrschenden Bergbautätigkeit.
1878 wurde durch die Forstverwaltung eine Straße durch das Schwarzwassertal nach Kühnhaide angelegt, durch den Schutzstatus des Talabschnittes ist diese für den öffentlichen Kraftfahrzeugverkehr gesperrt.
Über einen von der Schwarzen Pockau abgeschlagenen, künstlichen Graben wird eine Wasserkraftanlage gespeist.
Im Hinteren Grund hat die seit 1995 bestehende Naturschutzstation Pobershau ihren Standort. Sie ist Anlaufpunkt für Naturschutzhelfer und Naturinteressierte. Dem „Förderverein Natura Miriquidica e.V.“ wurde durch das Landratsamt Erzgebirgskreis die fachliche Leitung übertragen.